# Gervais (capitaine)
Pour les articles homonymes, voir Gervais.
Étienne Béniton, dit le capitaine Gervais, né le 7 août 1779 à Ozouer Seine-et-Marne et mort le 16 décembre 1858 à Tournan Seine-et-Marne, est un militaire français qui a servi dans les armées napoléoniennes.

## Une vie de soldat
Engagé volontaire comme simple soldat en 1793, il sera de toutes les campagnes de la Révolution et de l'Empire. Capitaine au 13e régiment d'infanterie légère, il est fait chevalier de la Légion d'honneur le 14 avril 1807.
Il est admis à la retraite en 1814 après 21 ans de service, 20 campagnes et 3 blessures.

## Une carrière d'écrivain
Il rédige ses mémoires intitulés Souvenirs d'un soldat de l'Empire. 

## Anecdotes
Retenu captif par les troupes russes à Odessa en 1814, le capitaine se voit proposé d'être libéré en échange de la signature d'un serment de fidélité à la famille Bourbon. Etonné, il répond qu'il ne « savait même pas qu'il y avait encore des Bourbon français ». Cette réaction est révélatrice de l'absence complète de notoriété, à la fin du Premier Empire, des membres vivants de la famille royale française. 

## Sources
- SUDOC: Maxime Morvan ; dir. de recherche Jean Tulard Étude critique d'une source napoléonienne: les mémoires du capitaine Gervais alias Étienne Béniton, 1987.
- Dossier Légion d'Honneur